# Arzanene
Arzanene fou una província de l'antiga Armènia des del 298 sota jurisdicció de l'imperi romà; tenia el seu centre a la ciutat d'Arzèn, al sud d'Armènia i sud-oest del llac Van, i s'estenia per l'esquerra i dreta de la primera part del Tigris, anant a l'est fins a la vall de Bitlis i a l'oest fins al riu Kadiri i el districte d'Ingilena; s'esmenten dins el territori els cantons de Npret (Martiriòpolis) i Arzèn (Arzanene). Cap a l'any 300 estava dirigida pel nakharar armeni Bakur o Pakur, el Bacuris de les fonts llatines. El seu nom venia del llac Arzèn o de la ciutat d'Arzèn (a la riba del llac). Alzini o Alzi (també Alshe, Azzi, Altxe) és el nom que els hitites, urartians i assiris donaren a un país situat al sud-est de Bidlis, més tard anomenat Altzniq pels armenis i Arzanene en llatí, que corresponia almenys en part a l'Alzi.

## Vitaxat d'Arzanene
Arzanene era el nucli principal de la regió fronterera armènia coneguda com a Marca Aràbiga. El seu governant era el vitaxe anomenat a vegades gran príncep d'Arzanene i Vitaxe (també Gran Vitaxe); en alguna ocasió fins i tot és esmentat com a rei d'Arzanene. Així cal considerar segur que Arzanene era el nom de l'estat (principat) del vitaxe de la marca, que com es sabut, sempre governava d'un dels estats de la marca, en aquest cas amb el seu nucli al cantó i el castell d'Aldzn o Ardzn i amb l'antiga capital arsàcida de Tigranocerta en el seu territori; el nom de l'estat principal s'hauria estès a tota la marca com passava en altres marques (Sofene per la Marca Siriana, Adiabene per la Marca Mèdia).

## Principat d'Arzanene
Els prínceps (nakharark) d'Arzanene, vitaxes de la marca Aràbiga, eren una branca de la dinastia Oròntida, però ells mateixos s'atribuïen de manera llegendària una descendència del rei assiri Senaquerib. Pel tractat de Nisibis (298), Arzanene, juntament amb Corduena (Gordiene), Zabdicene, Moxoene i Rehimene, van passar sota domini de l'Imperi Romà però, en el regnat de Khosrow II d'Armènia (vers 337-342), Bacuri (Bacurius), Vitaxe i príncep (nakharar) d'Arzanene, va intentar passar la seva lleialtat als perses, cosa que implicava també l'allunyament de la sobirania (poc efectiva però existent) dels reis armenis, que eren vassalls de Roma (i per tant els romans no havien fet res contra la sobirania dels reis armenis sobre Arzanene). Segurament amb el consentiment de Roma, el rei Khosrov II va enviar una expedició contra Bacuri (Bakur) en la qual van participar del costat armeni-roma els dos prínceps de Sofene (Petita Sofene i Gran Sofene o Sofanene) que eren vassalls romans i estaven lligats tradicionalment als reis armenis; aquests prínceps eren Mar, Príncep de la Gran Sofene i a Nerseh, Príncep de la Sofene Sahiana. En els combats va morir Bacuri i els seus dominis van passar a la seva filla que es va casar amb Valinak, príncep de Siunia al que va aportar l'Arzanene. Mercès a la protecció que li va atorgar la casa de grans prínceps Mamiconis (mamikònides) l'Arzanene va retornar al cap de pocs anys a la dinastia original, en la persona de Kheska, fill de Bacuri.
El 363, després de la mort de Julià l'Apòstata, Arzanene i les seves dependències van ser cedides per Roma al Gran Rei persa quedant aleshores desvinculat el principat de la monarquia armènia. El 371, després de la victòria de Valent, es va poder restablir el domini armeni sobre Arzanene i territoris dependents així com altres principats fronterers i la meitat d'Ibèria (on es van crear dos regnes, un client dels romans i un dels perses; la divisió només va durar fins al 378); la família del vitaxe fou feta presonera pels armenis. El 378 el príncep armeni Manuel Mamiconi va agafar el poder i el va conservar de facto fins a la seva mort el 385/386.
La partició d'Armènia del 387 pel tractat d'Acisilene (que va dividir Armènia en dues parts (Persarmènia i Armènia Romana) va posar Arzanene, ara definitivament a l'esfera persa i fora de la de monarquia armènia. Ibèria va ser reconeguda sota influència persa així com Albània que ja ho era des del 363. El rei de l'Armènia romana, Àrsaces III, va morir el 390 i l'emperador no va permetre un successor així que els prínceps fronterers vam passar a dependre directament de l'emperador però mitjançant un virrei romà amb residència a Teodiosòpolis (Erzurum), situació continuada fins al temps de Justinià I. Els prínceps de la Persarmènia van conviure amb els reis armenis durant un segle fins que van demanar a l'emperador sassànida Bahram V la fi de la monarquia i ser prínceps immediats del gran rei, cosa que es va concretar el 428 amb la deposició del rei Artaxes IV i del patriarca de l'església Isaac. Un marzpan o virrei es va establir a Dvin.
A mitjans del segle v (450/451), el Vitaxe d'Arzanene va ser cridat en ajuda pels insurgents armenis com a poder estranger, igual que ho foren l'Imperi Romà i els vitaxes i prínceps d'Ingilena (amb Anzitene), Sofene i altres. Després del 451 la dinastia d'Arzanene ja no torna a aparèixer a les fonts. Després de la rebel·lió encapçalada per Vardan II el 451 (i la mort de nombrosos nakharark o senyors) es va buscar una solució a la multiplicitat de senyors i es va concretar en un Príncep President acceptat per Pèrsia i Roma, que combinava les funcions del Agent Superior (Policia), comandant en cap militar com era al temps de la monarquia i de virrei imperial, càrrec que seria atorgat a un dels prínceps.

## Arzanene als darrers temps sassànides
El 577 el rei Còsroes I de Pèrsia va enviar un exèrcit a Armènia sota la direcció de Tahm-Khusro. L'exèrcit va triomfar a Bolorapahat (a Bassèn) i a Kethin (Bagrevand) i va arribar fins a Teodosiòpolis, on fou rebutjat pel comte romà d'Orient Maurici. Tahm va passar llavors a l'Arzanene, però Maurici el va seguir i per impedir que la regió esdevingués una base contra l'Imperi Romà d'Orient va deportar en massa tota la població cap a Xipre. El comte Maurici (més tard emperador) va construir a la frontera, entre la Sofanene i l'Arzanene, la fortalesa de Samokarton a la vora del riu Nimfi).
El 588 el general romà d'Orient Philippicos va guanyar una batalla als perses a Solakhon, al sud de Mardin, i va entrar a l'Arzanene on va deportar a la població armènia que hi restava. El 591 va quedar en mans de l'Imperi Romà d'Orient, i tot i que perduda vers el 606 fou recuperada el 625, essent reconeguda la seva possessió als grecs pel nou rei persa el 628. Destruïda pels romans d'Orient el 752 fou repoblada per musulmans que foren regits per un valí que després va esdevenir emir (813, Mussa ibn Zurara; vegeu Emirat d'Arzèn).

## Arzanene musulmana
Vers el 867 Asoci I el Gran, gran príncep d'Armènia es va apoderar de part de l'Arzanene (emirat d'Arzèn) en direcció al Tigris i l'any següent fou el príncep de Mardastan el que va ocupar la part oriental.
Més tard Altzniq va ser un petit estat musulmà al segle x, al territori que actualment és el Kurdistan. Hamdum, un capitost àrab, va conquerir Altzniq i Amida (Diyarbakir), cap al 962. El 963 una germana de Hamdun de la que no se sap el nom, governava la regió i va seguir així uns deu anys, després dels quals ja no es tenen més notícies